# Philip Childs Keenan
Philip Childs Keenan (31 de marzo de 1908 - 20 de abril de 2000) fue un astrónomo estadounidense .

## Biografía
Estudió en la Universidad de Arizona y en 1932 se doctoró en la Universidad de Chicago con un sobre la astrofísica solar supervisado por Otto von Struve y Christian T. Elvey.
Keenan colaboró con William Wilson Morgan y Edith Kellman para desarrollar el sistema de clasificación espectral estelar MKK entre 1939 y 1943. Este sistema de clasificación de dos dimensiones (temperatura y luminosidad) fue revisado adicionalmente por Morgan y Keenan en 1973. El sistema MK sigue siendo el sistema de clasificación espectral estelar estándar utilizado por los astrónomos de hoy.
Durante su larga colaboración, Keenan tendía a centrar su investigación sobre las estrellas más frías que el Sol, mientras que Morgan hizo hincapié en las estrellas más calientes. Keenan tenía una larga y productiva carrera, la publicación de su trabajo científico a finales de 1999, setenta años después de su primera publicación.
Desde el 5 de julio de 2001 el asteroide (10030) Phil keenan lleva su nombre.